# Трансатлантический телеграфный кабель

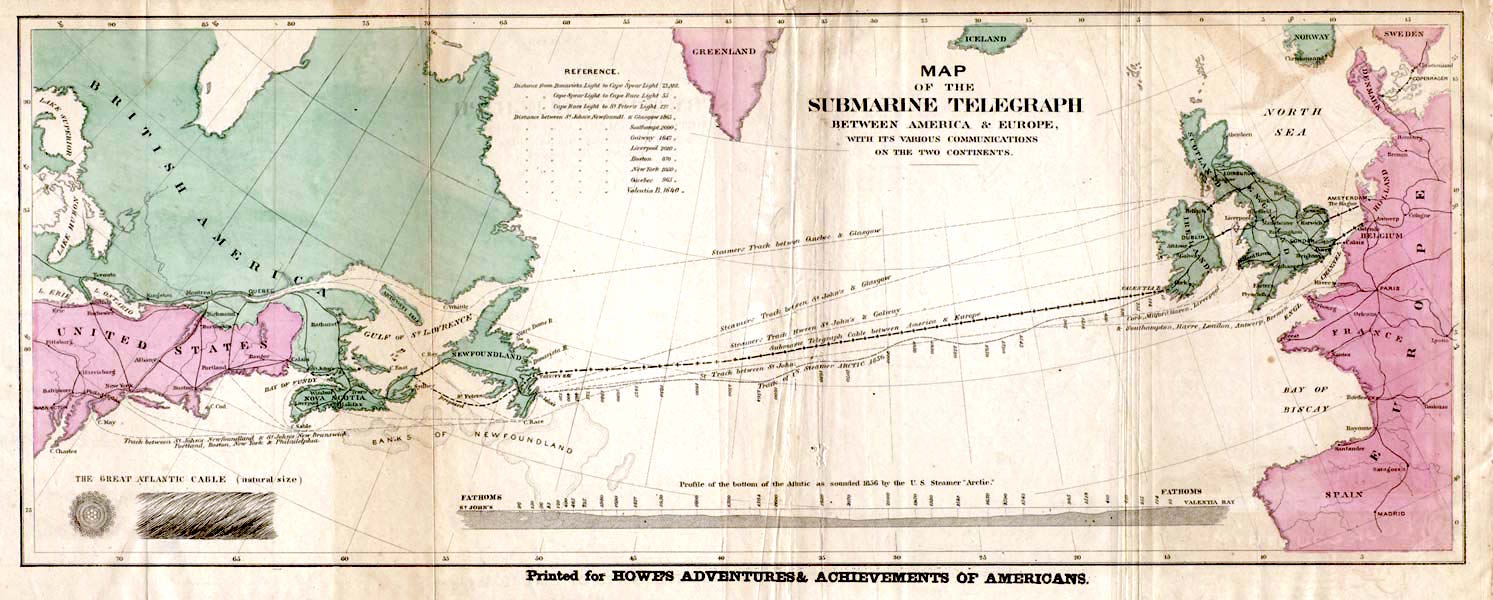
Карта прокладки телеграфного кабеля через Атлантику

Трансатланти́ческий телегра́фный ка́бель — коммуникационный кабель, передающий телеграфный сигнал, проложенный по дну Атлантического океана в XIX—XX вв.

## Первые попытки
Первый подводный кабель, передающий электрический сигнал, был проложен в Мюнхене вдоль реки Изар. Однако из-за отсутствия достаточной гидроизоляции длительное использование подобного кабеля не представлялось возможным. Лишь изобретение в 1847 году Сименсом технологии изготовления изоляции из гуттаперчи позволило начать работы по прокладке кабеля между Кале и Дувром, который разорвался после пересылки первой же телеграммы, год спустя была попытка заменить его армированным кабелем, однако и последний прослужил недолго.

## 1856—1858
В 1856 году было основано акционерное общество «Atlantic Telegraph Company», которое в 1857 году приступило к укладке 4500 километров армированного телеграфного кабеля через Атлантический океан. Кабель, весивший около 550 кг/км, состоял из семи медных проводов, покрытых тремя слоями гуттаперчи и оболочкой из железных канатов. В августе 1857 года корабли «Агамемнон» и «Ниагара» начали прокладку от юго-западного берега Ирландии, однако из-за разрыва кабеля попытку пришлось отложить на год.

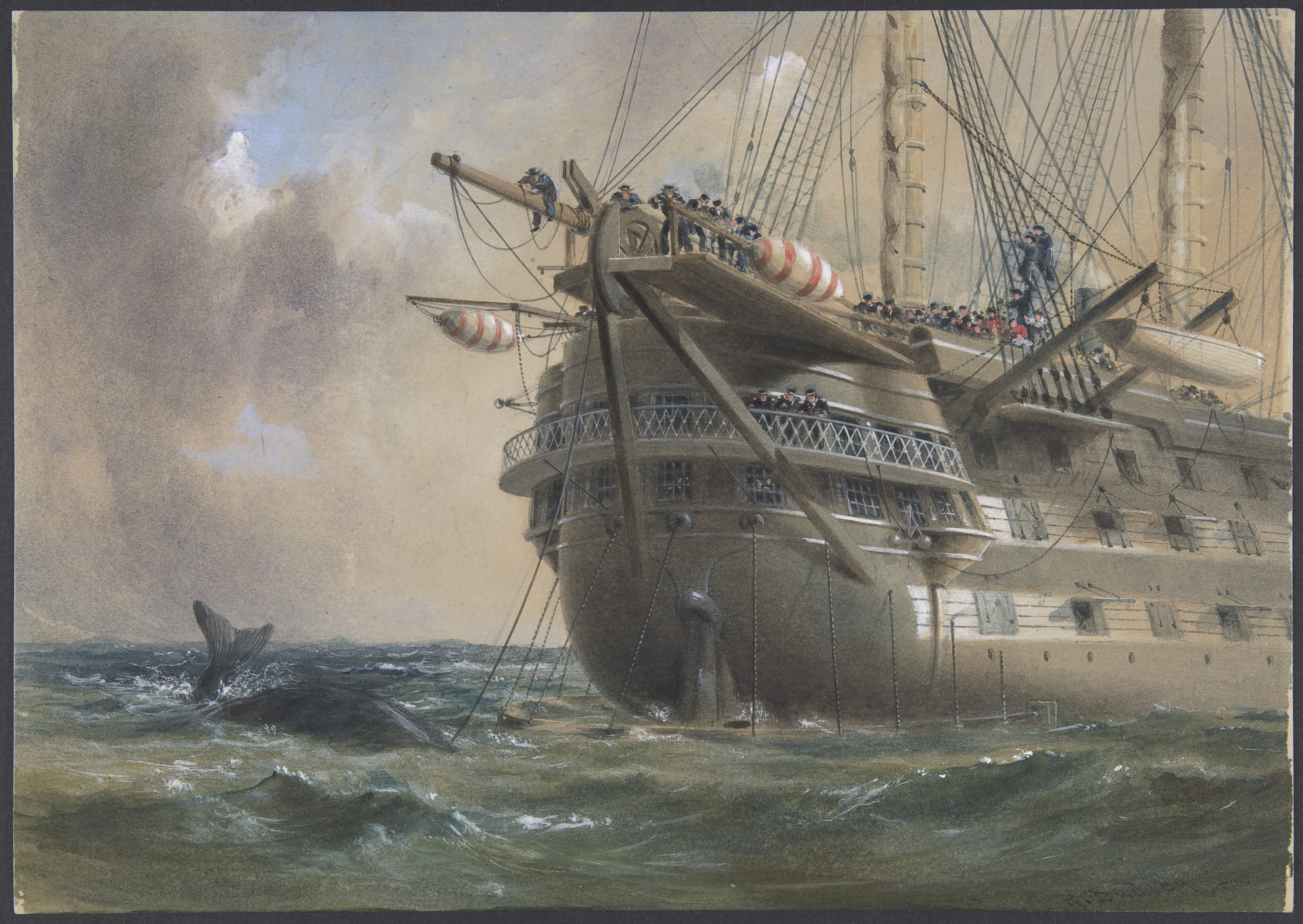
H.M.S. Agamemnon прокладывает трансатлантический кабель. 1858. Картина Р. Ч. Дадли.

Вторая попытка была предпринята летом 1858 года. На этот раз было принято решение начать прокладку в океане, примерно посередине между Ирландией и Ньюфаундлендом. 26 июля «Агамемнон» и «Ниагара», каждый со своей половиной кабеля на борту, встретившись в Атлантическом океане, соединили половины кабеля и опустили кабель в воду. В процессе прокладки кабель несколько раз разрывался, и кораблям приходилось возвращаться, чтобы начать заново. 5 августа, выполнив успешную прокладку, корабли достигли своих пунктов назначения — островов Валентия и Ньюфаундленд, — и была установлена первая трансатлантическая телеграфная линия, соединяющая Старый и Новый Свет. 16 августа 1858 года королева Великобритании Виктория и президент США Джеймс Бьюкенен обменялись поздравительными телеграммами. Приветствие английской королевы состояло из 103 слов, передача которых длилась 16 часов. Телеграфировать в таком медленном темпе приходилось потому, что из-за огромного реактивного сопротивления длинного кабеля передавать по нему короткие импульсы тока оказалось невозможно.
В сентябре 1858 года связь была нарушена. Видимо, ввиду недостаточной гидроизоляции, кабель был разрушен коррозией. Другой возможной причиной разрушения стали слишком высокие напряжения, подаваемые на линию с английской стороны с целью ускорения передачи.

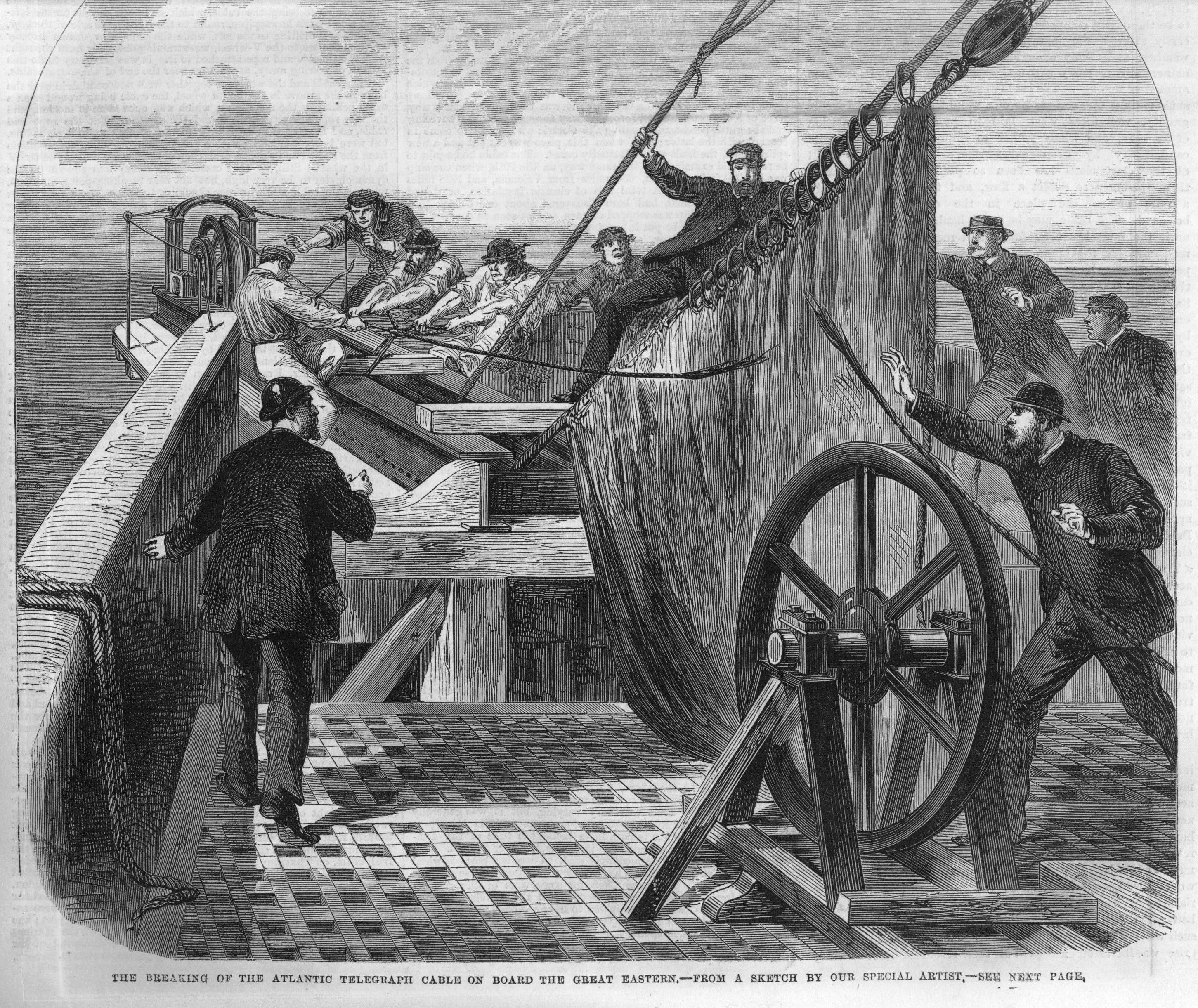
Сцена обрыва кабеля на «Грейт-Истерне»

## 1864—1870
В июле 1865 года началась укладка 5100 км кабеля с улучшенной изоляцией, в качестве кабелеукладчика было решено задействовать крупнейшее судно тех времён — британский пароход «Грейт Истерн» водоизмещением 32 тыс. тонн. 31 июля 1865 года при укладке произошёл обрыв кабеля. После нескольких неудачных попыток выловить конец кабеля якорем и поднять его на поверхность, было решено отложить предприятие до следующего года. В 1866 году удалось уложить новый кабель, который обеспечил долговременную телеграфную связь между Европой и Америкой. Оборванный в 1865 году кабель был обнаружен, после чего скреплён с недостающим фрагментом и смог успешно функционировать.

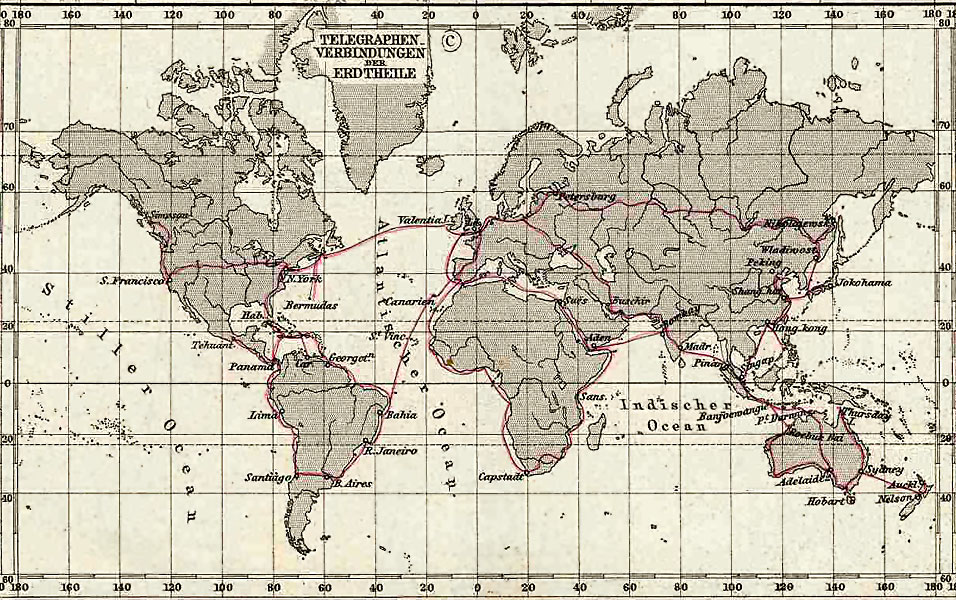
Основные телеграфные линии в 1891 году

Несколько лет спустя был проложен кабель в Индию, что позволило в 1870 году установить прямую телеграфную связь Лондон — Бомбей (через релейную станцию в Египте и на Мальте).